# 捫蝨貪泉介
捫蝨貪泉介（学名：Tanchuanoleberis menishihia）为光面介科貪泉介屬下的一个种。